# باقر سلیمان‌نژاد
باقر سلیمان نژاد (زاده مشهد، ایران) مربی والیبال است. پدر سلیمان نژاد از قهرمانان شناخته شده ورزش باستانی بود و اجداد وی بختیاری بودند. دوران کودکی خود را در منطقه بازار سرشور مشهد گذراند. وی از سوم دبستان والیبال را آغاز نمود و از سال ششم خارج از مدرسه به صورت جدی تر ادامه داد. در رشته طبیعی (تجربی) تحصیل کرد و دیپلم خود را در این رشته اخذ نمود. برای دو سال معلم بود و پس از آن مسئول ورزش شرکت گاز شد. وی از طریق سفارت ایتالیا جهت اعزام به شهر کیاتی و تحصیل در رشته داروسازی انتخاب شد. در مسیر حرکت به ایتالیا در آلمان ساکن شد و در آن کشور به تحصیل در رشته فیزیوتراپی پرداخت و در رده‌های سنی مختلف نیز به کار آموزش والیبال مشغول شد. سلیمان نژاد ده سال در آلمان ماند و مدارک کاتاگوری یک، دو و سه مربی گری را کسب نمود و در رشته تحصیلی خود تا دکتری پیش رفت. وی نشان برلیان درخشان ایرانی در آلمان و لقب فیلسوف توسعه دهنده والیبال در اروپا را اخذ نمود و قبل از اتمام دوره دکتری خود به دلیل بیماری والدینش مجبور به ترک آلمان و بازگشت به ایران شد.

## باشگاه‌ها و افتخارات
- عضو و کاپیتان تیم ملی جوانان ایران
- عضو تیم ملی بزرگسالان ایران
- عضو باشگاه والیبال پرسپولیس
- عضو باشگاه والیبال استقلال
- ۱ سال پاسور تیم جوانان ایران
- ۱ سال پاسور تیم بزرگسالان ایران
- ۱ سال سرمربی باشگاه شهرداری مشهد
- ۳ سال سرمربی باشگاه ابومسلم خراسان
- ۱ سال سرمربی باشگاه پاس تهران
- ۱ سال سرمربی باشگاه قند شیروان
- ۱ سال سرمربی باشگاه بانک صادرات مشهد
- ۳ سال سرمربی باشگاه جوانان خراسان
- ۵ سال بدنساز سه رده سنی نوجوانان، جوانان و بزرگسالان در تیم ملی والیبال ایران

وی از ابتدای تأسیس لیگ برتر والیبال در ایران در این لیگ حضور داشته‌اند و علاوه بر والیبال در رشته‌های بسکتبال، پینگ پنگ، دو ومیدانی و کانزریو نیز به مقام قهرمانی در کشور دست یافتند.